# Тиранозавр
Тираноза́вр (Tyrannosaurus) — рід тиранозаврових тероподів. На сьогодні визнаються два види тиранозаврів: типовий вид, Tyrannosaurus rex, і більш ранній і нещодавно відкритий T. mcraeensis. Тиранозавр королівський (T. rex) є культовим персонажем в масовій культурі.
Як і решта тиранозаврових, Tyrannosaurus був двоногим хижаком з масивним черепом, врівноваженим довгим, важким хвостом, відносно великими та сильними задніми лапами. Передні лапи тиранозавра були дуже малими й мали тільки два пальці. Хоча інші тероподи рівні або перевищують тиранозавра за розмірами, він був найбільшим відомим тиранозавровим і одним з найбільших відомих наземних м'ясоїдів, до 13 метрів завдовжки.
Викопні залишки деяких тиранозаврів знайдено в Північній Америці формації скель, що датуються самим кінцем крейдового періоду (пізній маастрихт, 65 млн років тому); він був серед останніх динозаврів, що існували до крейдового вимирання. Описано понад 30 екземплярів королівського тиранозавра, деякі майже повні, що дозволило добре дослідити багато аспектів їхньої біології, включаючи їхню життєву історію і біомеханіку. Спосіб харчування і швидкість пересування королівського тиранозавра залишаються спірними.

## Опис

Розмір Tyrannosaurus, в порівнянні з 1,8 м людиною.

Королівський тиранозавр був одним з найбільших наземних м'ясоїдів за всі часи, завдовжки до 13 м, вагою 4—7 тонн, хоча деякі скам'янілості (скам'янілість «Sue») вказують на вагу до 10 тонн.

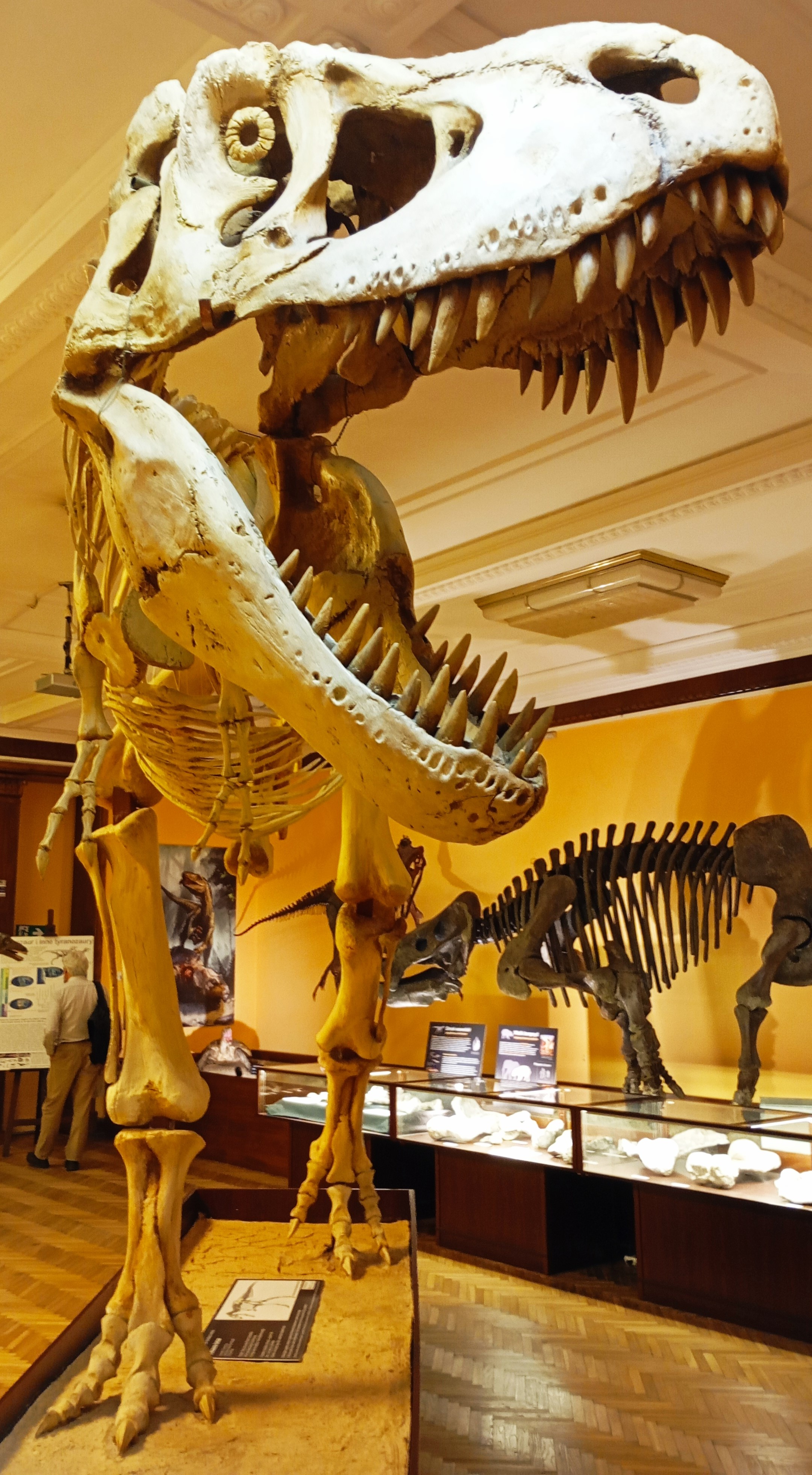
Скелет (реконструкція). Музей еволюції, Варшава

Найбільші відомі тиранозаврові черепи є до 1,5 м завдовжки. Череп мав відмінну від інших тероподів форму, був надзвичайно широким ззаду, з вузьким рилом, деякою мірою забезпечував бінокулярний зір. Частина кісток, як, наприклад, носова, були зрощені, запобігаючи руху між ними. Великі отвори в черепі зменшували вагу і забезпечували місце для прикріплення м'язів. Зуби були кинджалоподібні, загнуті назад, овальні в поперечному перетині. Як і всі тиранозаврові, T. rex вирізнявся гетеродонтизмом, з передщелепними зубами спереду верхньої щелепи тісно розміщеними та D-подібними в поперечному перетині. Великі сліди укусів, знайдені на кістках інших динозаврів, вказують на те, що ці зуби могли прокусити тверду кістку. T. rex мав найбільшу силу укусу серед динозаврів і одну з найбільших серед всіх тварин. Часто знаходять зношені або поламані зуби, але на відміну від ссавців, зуби тиранозаврових безупинно замінювалися протягом життя тварини.
Шия тиранозавра формувала типову S-подібну криву подібно до інших тероподів, але була короткою і м'язистою, щоб підтримувати масивну голову. Двопалі передні лапи були дуже малими відносно розмірів тіла, але сильно збудовані. Ноги, навпаки, були одними з найдовших пропорційно до розмірів тіла серед тероподів. Хвіст був важким і довгим іноді маючи понад сорок хребців, для того, щоб врівноважити масивну голову і торс. Щоб компенсувати величезну масу тварини, багато кісток в скелеті були порожнистими. Це зменшувало вагу кістяка, яка вимагала від кісток надзвичайної міцності.

## Класифікація

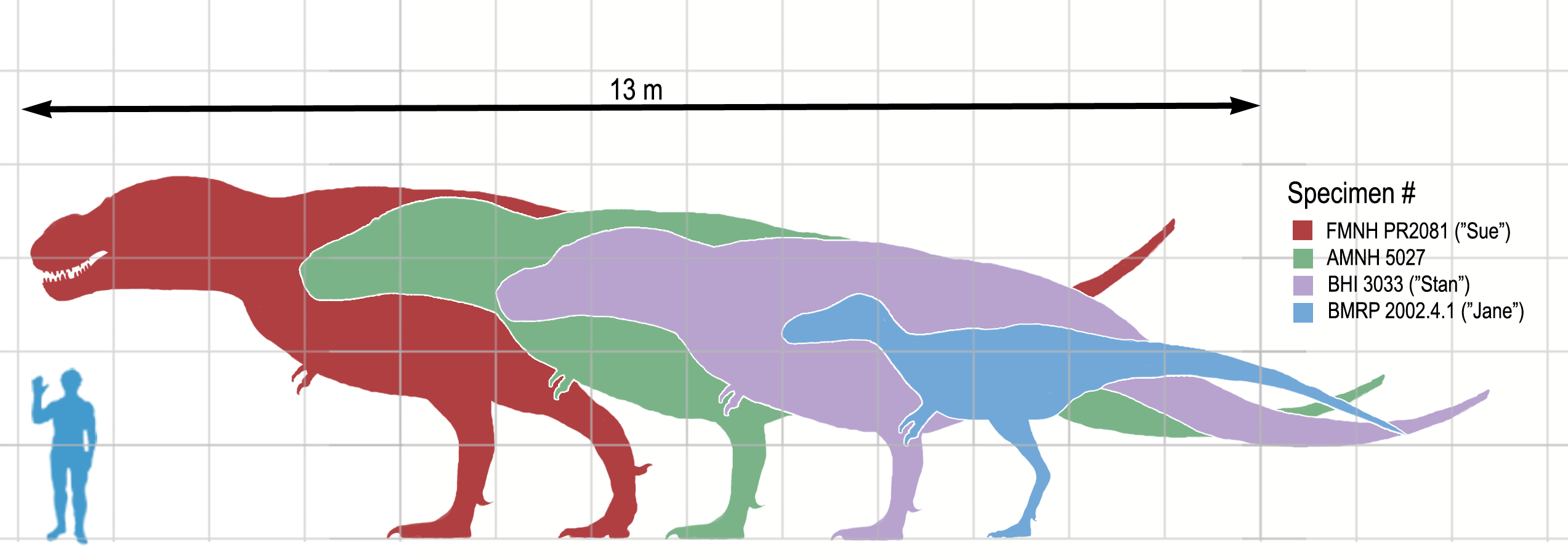
Порівняння розмірів деяких екземплярів тиранозавра

Тиранозавр є типовим родом надродини тиранозавроїди, родини тиранозаврові, і підродини Tyrannosaurinae. Інші члени підродини Tyrannosaurinae включають Daspletosaurus з Північної Америки і азійського Tarbosaurus, обох іноді об'єднують в рід Tyrannosaurus. У 1955 році палеонтолог Євгеній Малєєв назвав новий вид, Tyrannosaurus bataar, з Монголії. До 1965, цей вид було перейменовано на Tarbosaurus bataar. Не зважаючи на перейменування, багато філогенетичних аналізів показали Tarbosaurus bataar як сестринський таксон королівського тиранозавра, і його часто розглядають як азійський вид тиранозавра. Проте, недавнє повторне дослідження черепа Tarbosaurus bataar показало, що він був набагато вужчий, ніж череп Tyrannosaurus rex і що протягом укусу, розподілення тиску в черепі було б зовсім інше, ближче до того у Alioramus, іншого азійського тиранозаврового. Близький кладистичний аналіз з'ясував, що саме Alioramus, а не Tyrannosaurus, був сестринським таксоном Tarbosaurus. Якщо це правда, то Tarbosaurus та Tyrannosaurus повинні бути окремими видами.
Інші залишки тиранозаврових знайдені в тій самій формації, що й T. rex, були спочатку класифіковані як окремі таксони, включаючи Aublysodon і «Albertosaurus» megagracilis, в 1995 названого Dinotyrannus megagricilis. Проте, тепер ці залишки вважають юними королівськими тиранозаврами. Невеликий, але майже повний череп з Монтани, 60 см завдовжки, можливо, є винятком. Цей череп початково класифікували як вид горгозавра («Gorgosaurus» lancensis) згідно з Charles W. Gilmore в 1946, але пізніше його віднесли до нового роду, Nanotyrannus. Думки залишаються розділеними щодо переконливості N. lancensis. Багато палеонтологів вважають, що череп належить до молодого тиранозавра. Є незначні відмінності між двома різновидами, зокрема більше число зубів у N. lancensis, що переконало деяких вчених тримати обидва роди розділеними допоки подальші дослідження або відкриття не прояснять ситуацію.

### Проблема маноспондила (Manospondylus)
Перший скам'янілий зразок, який можна приписати Tyrannosaurus rex складався з двох часткових хребців (один з яких був втрачений) знайдених Едвардом Копом (англ. Edward Drinker Cope) у 1892 і описаних як Manospondylus gigas. Osborn визнав схожість між M. gigas і T. rex ще 1917 року, але через фрагментарну природу хребців Manospondylus він не міг повністю їх синонімізувати.
Дискусія поновилась в червні 2000 року після того, як Black Hills Institute відкопали більше кісток тиранозавра в Південній Дакоті. Їх знайшли біля типового місця розташування M. gigas і оцінили як решту залишків того самого екземпляра. Ці пізніше виявлені залишки явно належать до T. rex. Згідно з правилами Міжнародної комісії зоологічної номенклатури, системою, яка управляє науковим позначенням тварин, Manospondylus gigas повинен тому мати пріоритет над Tyrannosaurus rex, оскільки цю назву вжито першою. Проте, Четверте видання Міжнародного кодексу зоологічної номенклатури, який почав діяти 1 січня 2000, Розділ 6, Стаття 23.9 стверджує, що «переважне використання потрібно підтримувати» коли «старший синонім або омонім не був використаний як дійсне ім'я після 1899» та «молодший синонім або омонім був використаний для специфічного таксона, як його допущене дійсне ім'я, як мінімум у 25 роботах, виданих як мінімум 10 авторами впродовж попередніх 50 років» Tyrannosaurus rex більш ніж відновлюється як дійсне ім'я під цими умовами й розглядається nomen protectum («захищене ім'я») під МКЗН, роблячи Manospondylus gigas nomen oblitum («забуте ім'я»).

### Tyrannosaurus mcraeensis

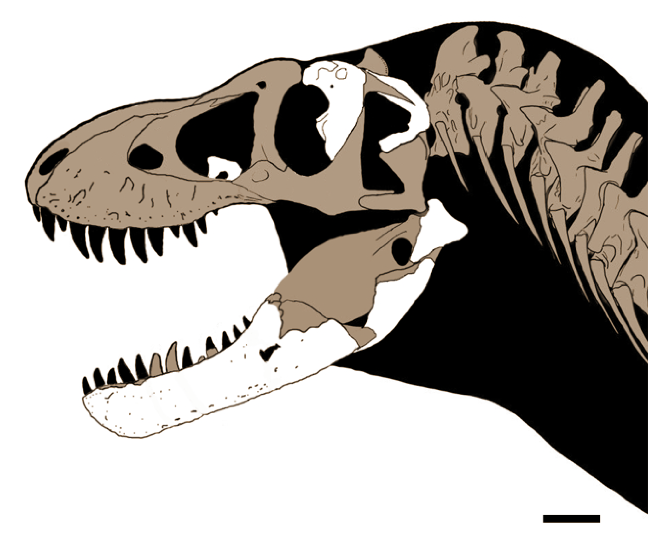
Реконструйований череп T. mcraeensis

У 2024 році вчені описали останки тиранозавра, знайденого в 1983 році в кампансько-ранньомаастрихтській формації Холл-Лейк у Нью-Мексико. Викопний матеріал (NMMNH P-3698), що нині зберігається в Музеї природничої історії та науки Нью-Мексико, складається з правої заочної, правої лускатої, лівої піднебінної кістки та неповної верхньої щелепи черепа, лівої зубної, правої пластинчастої, правої передзчленівної, правої кутової та правої суглобової з нижньої щелепи, кількох ізольованих зубів та шевронів. Деякі з кісток були коротко згадані в 1984 році як належать T. rex і описані в 1986 році.
Dalman та ін. (2024) запропонував нову назву Tyrannosaurus mcraeensis для голотипа, посилаючись на групу McRae, шари гірських порід, до яких належить формація Холл-Лейк. Вік цих шарів породи, за оцінками, становить від 72,7 до 70,9 млн років, що відповідає пізньому кампанському або ранньому маастрихтському періоду. Це приблизно за 5–7 мільйонів років до T. rex, який існував наприкінці маастрихту. Довжина T. mcraeensis була оцінена в 12 метрів, що схоже на розмір дорослого T. rex. Їх розрізняють за характером черепа. Зубний ряд T. mcraeensis пропорційно довший і має менш виразне підборіддя, а нижня щелепа глибша, ніж у T. rex, що свідчить про слабший прикус. Зуби також тупіші і більш стиснуті з боків, в той час як заочні бугри менш виразні. Аналогічно, анатомія скелета демонструє спільні риси з Tarbosaurus і Zhuchengtyrannus.

## Чисельність
В травні 2023 року, вчені з Майнцького університету (Німеччина) створили комп'ютерну модель, яка показала, скільки тиранозаврів Tyrannosaurus rex мешкало на Землі за весь час існування цього виду. Згідно з результатами дослідження, їхня кількість становила — 1,7 млрд особин. Про це було повідомлено у розділі «Palaeontology» видання «Nature». Це був не перший підрахунок такого роду. Ще у 2021 році палеонтологи з Каліфорнійського університету в Берклі називали цифру у 2,5 млрд особин. У своїй моделі німецькі вчені врахували такі фактори, як середня маса тіла тиранозаврів, щільність популяції, приблизний географічний ареал, вік статевої зрілості, кількість відкладених яєць, середня тривалість життя та показники виживання. Результати мали показати, скільки тиранозаврів могло виживати й розмножуватися один поруч з іншим.

## Палеобіологія

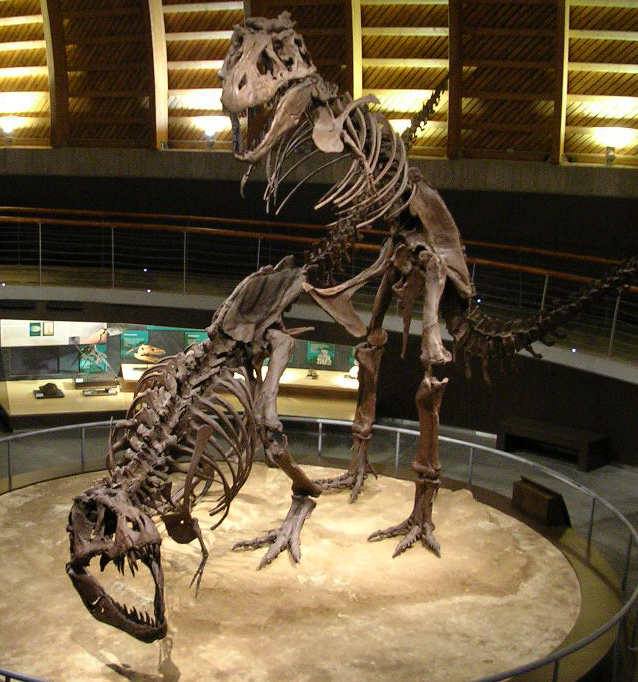
Змонтовані скелетні зліпки, що «паруються», Музей Юрського періоду Астурії, Іспанія

Як зі всіма динозаврами, відомими тільки від скам'янілих залишків, багато що з тиранозаврової біології, зокрема поведінка, забарвлення, екологія, і фізіологія, залишається невідомим. Проте, за останні 20 років було виявлено багато нових зразків, які дозволили роздумувати щодо процесу росту, статевого диморфізму, біомеханіки, і метаболізму.

### Статевий диморфізм
Зі зростанням кількості відомих зразків вчені почали аналізувати відмінності між окремими особинами й виявили, що існують два різних типи тіла тиранозаврів, або морфи, подібно до деяких інших видів тероподів. Оскільки один з цих морфів мав міцнішу будову, він отримав прізвисько «міцний» (англ. robust), а інший — «стрункий» (англ. gracile). Кілька морфологічних відмінностей, властивих цим двом морфам, були використані для аналізу статевого диморфізму у T. rex, причому «міцний» морф зазвичай вважається самкою. Наприклад, таз кількох «міцних» екземплярів виглядав ширшим, можливо, для того, щоб забезпечити проходимість яєць. Також вважалося, що «міцна» морфологія корелює зі зменшеним шевроном на першому хвостовому хребці, що також нібито дозволяє яйцеклітинам виводитися з репродуктивного тракту, як помилково вважали для крокодилів.
В останні роки докази статевого диморфізму стали значно слабшими. Дослідження 2005 року встановило, що попередні твердження про статевий диморфізм в анатомії шевронів крокодилів були помилковими, що ставить під сумнів існування подібного диморфізму між статями T. rex. На першому хвостовому хребці Сью, надзвичайно «міцної» особини, було виявлено повнорозмірний шеврон, що вказує на те, що ця ознака не може бути використана для диференціації двох морфів у будь-якому випадку. Оскільки зразки тиранозаврів були знайдені від Саскачевану до Нью-Мексико, відмінності між особинами можуть свідчити про географічну варіацію, а не про статевий диморфізм. Відмінності також можуть бути пов'язані з віком, коли «міцніші» особини — це старші тварини.
Лише для одного екземпляра тиранозавра було достовірно встановлено, що він належав до певної статі. Дослідження B-rex виявило збереження м'яких тканин у кількох кістках. Частина цієї тканини була ідентифікована як медулярна тканина — спеціалізована структура, що вирощується лише у сучасних птахів як джерело кальцію для виробництва шкаралупи під час овуляції. Оскільки тільки самки відкладають яйця, медулярна тканина в природі зустрічається тільки у них, хоча самці здатні виробляти її при ін'єкціях жіночих репродуктивних гормонів, таких як естроген. Це переконливо свідчить про те, що B-rex була самкою і що вона померла під час овуляції. Нещодавні дослідження показали, що у крокодилів, які вважалися найближчими живими родичами динозаврів, ніколи не зустрічається медулярна тканина. Спільна наявність медулярної тканини у птахів та інших динозаврів-тероподів є ще одним доказом тісного еволюційного зв'язку між ними.

## Астероїд
22 листопада 2002 року на честь тиранозавра був названий один із астероїдів головного поясу — 9951 Тиранозавр.